# Trypanosyllis zebra
Trypanosyllis zebra är en ringmaskart som först beskrevs av Grube 1840.  Trypanosyllis zebra ingår i släktet Trypanosyllis och familjen Syllidae. Arten har ej påträffats i Sverige. Inga underarter finns listade i Catalogue of Life.